# Arise (album)
Arise este un album al formației de muzică metal Sepultura. Coperta este creată de Michael Whelan.
Arise a fost pus în vânzare în aprilie 1991.